# Pericárdio

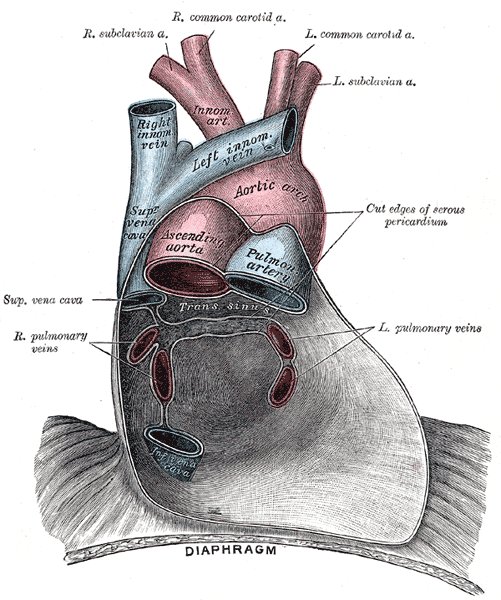

O pericárdio é uma formação sacular que envolve o coração, compreendida por uma estrutura externa, fibrosa, e outra interna, serosa. Envolve também as raízes dos grandes vasos . É formado por duas membranas, uma de constituição fibrosa que envolve mais externamente o coração e grandes vasos em intima relação com as estruturas mediastinais, denominado pericárdio fibroso; e outras de consistência serosa, o pericárdio seroso, constituído por 2 lâminas, as lâminas parietal e visceral.
O pericárdio fibroso, é constituído de uma camada densa de faixas colágenas entrelaçadas com o esqueleto de fibras elásticas mais profundas . É uma bolsa em forma de cone, cujo ápice termina onde o pericárdio se continua com a túnica externa dos grandes vasos. Sua base está presa ao centro tendíneo do músculo diafragma, através do ligamento freno-pericárdico, um dos responsáveis em manter o coração em posição na cavidade torácica juntamente com os ligamentos esterno-pericárdicos inferior e superior.
O pericárdio seroso é constituído de 2 lâminas, a lâmina parietal, externa que forra a superfície interna do pericárdio fibroso e uma lâmina visceral (ou epicárdio) que é a reflexão ao nível dos grandes vasos da lâmina parietal em direção ao coração recobrindo-o totalmente. Entre essas lâminas, há uma cavidade pericárdica que contém líquido. As camadas visceral e parietal, cujas superfícies opostas são recobertas por mesotélio, acham-se separadas por um espaço potencial, a cavidade do pericárdio, e são umedecidas por uma película líquida.
O seio transverso do pericárdio é a disposição de maneira a constituir um espaço entre o tronco da pulmonar e aorta ascendente anteriormente ao átrio e veia cava superior posteriormente, onde essas estruturas são recobertas pela lâmina visceral do pericárdio seroso sendo apenas visualizadas externamente com devida ruptura do pericárdio fibroso e lâmina parietal do pericárdio seroso.

## Doença
Uma inflamação do pericárdio é conhecida como pericardite. Ela pode ser causada por uma cicatrização com um pericárdio endurecido (pericardite constritiva) ou por uma degeneração (pericardite calcária). A proliferação patológica de líquido pericárdico ou o acúmulo de líquidos corporais no pericardio é conhecida como derrame pericárdico. Elas levam a um tamponamento cardíaco.
A síndrome de Dressler (síndrome pós infarto do miocárdio) apresenta-se através de dores anginosas após um infarto do miocárdio. Os tumores do pericárdio são raros.